# Frank Verbunt
Franciscus Wilhelmus Maria Verbunt (Goirle, 1953) is een Nederlandse sterrenkundige. 

## Levensloop
Verbunt promoveerde in 1982 aan de Universiteit Utrecht. Hierna zette hij zijn onderzoek voort in Cambridge (VK) en aan het Max Planck Instituut, Garching (Duitsland). Samen met Michiel van der Klis won Verbunt de Pionier Award van de Nederlandse Organisatie voor Wetenschappelijk Onderzoek (NWO) (1991-1995). Hij financierde hiermee onderzoek naar zwarte gaten en neutronensterren.
In 1989 werd hij hoogleraar hoge-energie astrofysica aan de Universiteit Utrecht. Toen dit instituut in 2012 gesloten werd, vervolgde hij deze functie aan de Radboud Universiteit Nijmegen. Hij werd daar directeur van het IMAPP (Institute for Mathematics, Astrophysics and particle Physics) tot 2017. Hij onderzoekt röntgendubbelsterren, (radio)-pulsars, röntgenstraling en de geschiedenis van de astronomie.